# Eleonora Gaggero
Eleonora Gaggero (n. 20 noiembrie 2001, Genova, Italia) este o actriță italiană. Ea este cea mai cunoscută de când a obținut în 2015 rolul Nicole De Ponte în serialele de televiziune Alex and Co și Stella în 2014, în filmul Fratelli unici.

## Biografie
Eleonora Gaggero a început să danseze la vârsta de trei ani și a început să facă reclamă în 2011. În 2015 a jucat rolul Nicole De Ponte în Alex and Co, premiul „Revelation of the year la festivalul Capri Holliwood 2016 
În 2017, ea a publicat primul său roman Se é con te, sempre În 2019, ea a fost distinsă cu Giffoni Experience 2019 cu premiul Explosive Talent